# Leeds-Sud
Pour les articles homonymes, voir Leeds (homonymie).
Leeds-Sud fut une circonscription électorale fédérale de l'Ontario, représentée de 1867 à 1904.
C'est l'Acte de l'Amérique du Nord britannique de 1867 qui divisa le comté de Leeds pour en créer deux districts électoraux, Leeds-Sud et Leeds-Nord. Ce dernier district sera relié au nord du comté de Grenville pour donner la circonscription de Leeds-Nord et Grenville-Nord et qui sera limitrophe de Leeds-Sud. Abolie en 1903, Leeds-Sud sera intégrée à la circonscription de Leeds.

## Géographie
En 1867, la circonscription de Leeds-Nord et Grenville-Nord comprenait:
- La partie nord des comtés de Leeds et de Grenville

## Députés
1. 1867-1872 — John Crawford, CON
2. 1872-1874 — Albert N. Richards, PLC
3. 1874-1882 — David Ford Jones, CON
4. 1882-1904 — George Taylor, CON

- CON = Parti conservateur du Canada (ancien)
- PLC = Parti libéral du Canada